# Yelena Belevskaya
Yelena Vasilyevna Belevskaya (en russe : Елена Васильевна Белевская ; née le 11 octobre 1963 à Eupatoria en Crimée alors en république socialiste soviétique d'Ukraine) est une athlète qui a représenté l'URSS, puis, dès 1992, la Biélorussie en saut en longueur.

## Biographie
En 1987, elle a remporté la médaille de bronze des championnats du monde en salle et la médaille d'argent des champions du monde à Rome. La même année, elle sautait à 7,39 m, ce qui fait d'elle la sixième sportive mondiale de tous les temps.
Une année plus tard, aux Jeux olympiques d'été de 1988, elle terminait au pied du podium à la longueur.

### Palmarès
| Date | Compétition                    | Lieu         | Résultat | Performance |
| ---- | ------------------------------ | ------------ | -------- | ----------- |
| 1986 | Goodwill Games                 | Moscou       | 2e       | 7,17 m      |
| 1986 | Championnats d'Europe          | Stuttgart    | 7e       | 6,58 m      |
| 1987 | Championnats d'Europe en salle | Liévin       | 3e       | 6,76 m      |
| 1987 | Championnats du monde en salle | Indianapolis | 3e       | 6,76 m      |
| 1987 | Championnats du monde          | Rome         | 2e       | 7,14 m      |
| 1988 | Jeux olympiques                | Séoul        | 4e       | 7,04 m      |
| 1991 | Championnats du monde          | Tokyo        | 8e       | 6,69 m      |

### Records
| Épreuve          | Épreuve      | Performance | Lieu    | Date            |
| ---------------- | ------------ | ----------- | ------- | --------------- |
| Saut en longueur | En plein air | 7,39 m      | Briansk | 18 juillet 1987 |
| Saut en longueur | En salle     | 7,01 m      | Moscou  | 14 février 1987 |

## Sources
- (en) Cet article est partiellement ou en totalité issu de l’article de Wikipédia en anglais intitulé « Yelena Belevskaya » (voir la liste des auteurs).